# Michelle Ehlen
Michelle Ehlen (1978) és una directora, productora, guionista i actriu estatunidenca més coneguda pel seu llargmetratge còmic Butch Jamie.

## Carrera
Michelle es va graduar a The Los Angeles Film School, on va estudiar escriptura i direcció. Va escriure, dirigir i actuar al curtmetratge Half Laughing que va emetre a Logo i es troba al DVD The Ultimate Lesbian Short Film Festival. Butch Jamie és el primer llargmetratge d'Ehlen. Obertament lesbiana ella mateixa, va escriure, dirigir i protagonitzar la pel·lícula com una actriu lesbiana que és interpretada com un home en una pel·lícula. Va guanyar el Gran Premi del Jurat Outfest 2007 a "Actriu destacada en un llargmetratge" per la seva actuació.

## Filmografia
- S&M Sally (2015) com a Jamie (també escriptor/director/productor)[6]
- Heterosexual Jill (2013) com a Jamie (també escriptor/director/productor)[7]
- Butch Jamie (2007) com a Jamie (també escriptor/director/productor)[1]
- Half Laughing (2003) com a Evie (també escriptor/director/productor)[8]
- The Breast of Times (2003) (director)[8]
- Ballet Diesel (2002) com a Ballet Diesel (també escriptor/director/productor))[8]